# دار دولاتلی

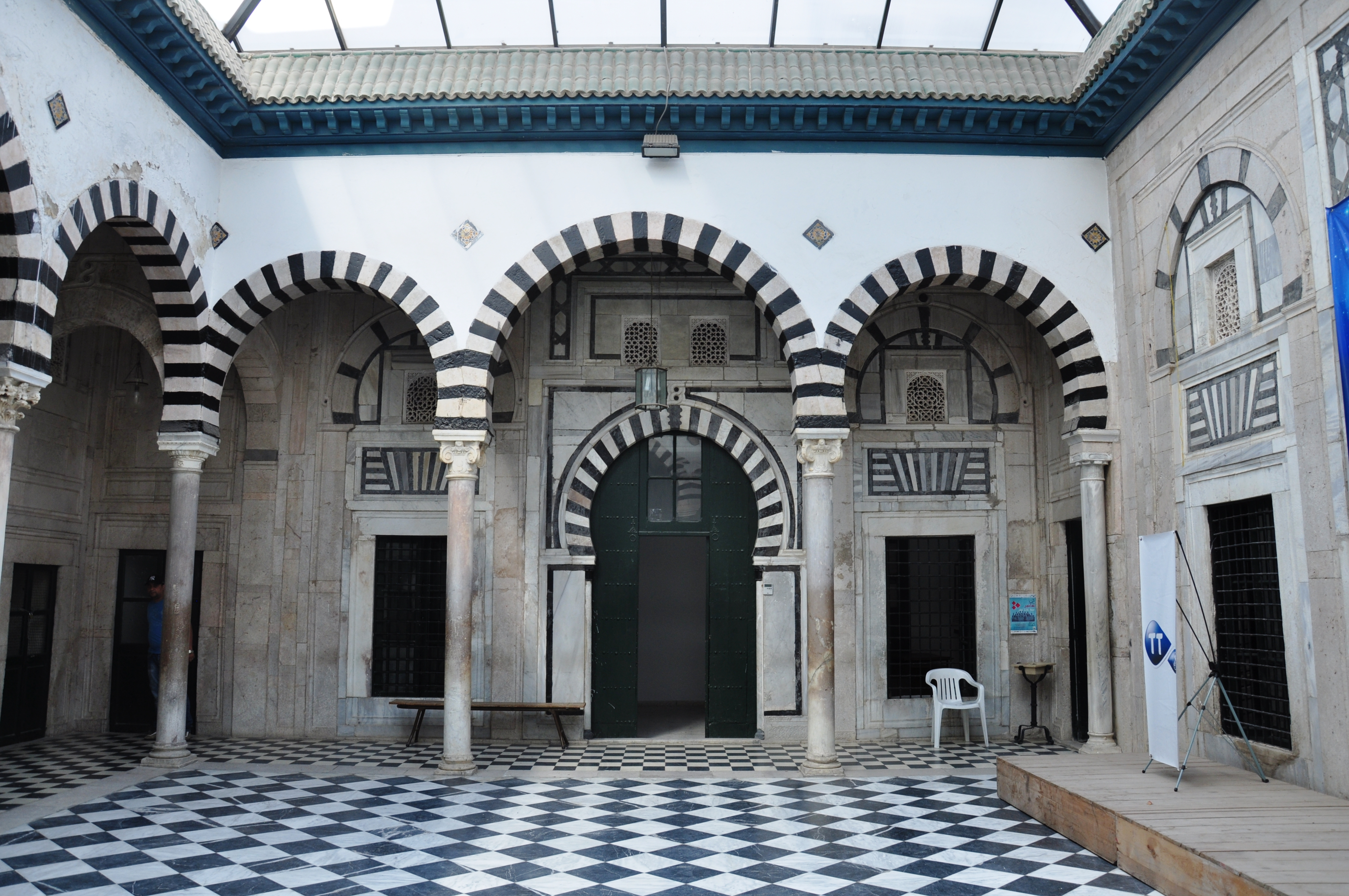

دار دولاتلی (عربی: دارالدولاتلي) کاخی است در شهر تونس قدیم (بخشی از پایتخت فعلی تونس) و به‌صورت مشخص‌تر در محله الدریبه در نزدیکی محله سیدی بن عروس واقع شده‌است. امروزه این بنا تبدیل به مدرسه الرشیدیه شده‌است.

## تاریخچه
این بنا در قرن هفدهم ساخته شده‌است. این کاخ نام مالک قدیم آن را بر خود دارد (کلمهٔ ترکی که از کلمهٔ عربی «دولت» مشتق شده‌است) یا دای (دای در زبان ترکی معادل دایی فارسی می‌باشد و معادل صاحب‌اختیار بوده‌است) که به تدریج اختیارات آن در محدودهٔ «ایالت تونس» کاهش یافته‌است.
در ۱۹ اکتبر ۱۹۹۲، این بنا بعنوان نمادی از آثار باستانی و تاریخی طبقه‌بندی شد.
در تاریخ ۲۱ فوریه سال ۲۰۱۷، سفیر ترکیه در تونس، عمر فاروق دوغان، افتتاح مرکز فرهنگی ترکیه در دار دولاتلی به نام مرکز یونس ایمری (قاضی و شاعر و متصوف ترکیه‌ای) را اعلام کرد.

## نگارخانه

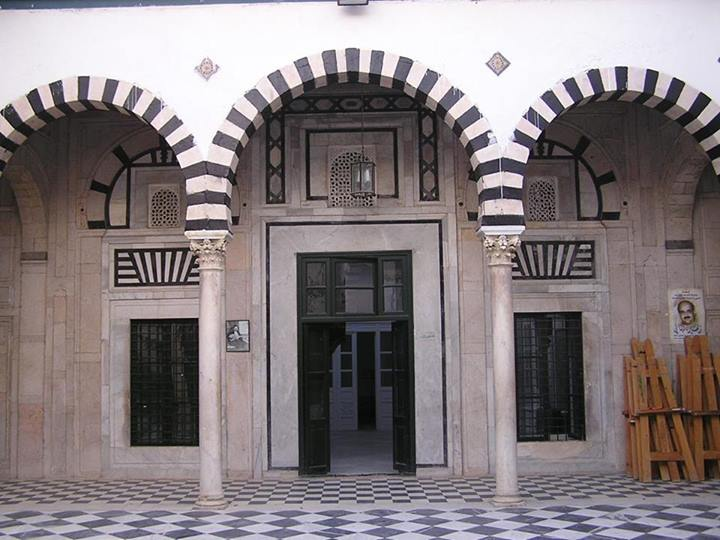
نمای شمالی از سالن اصلی
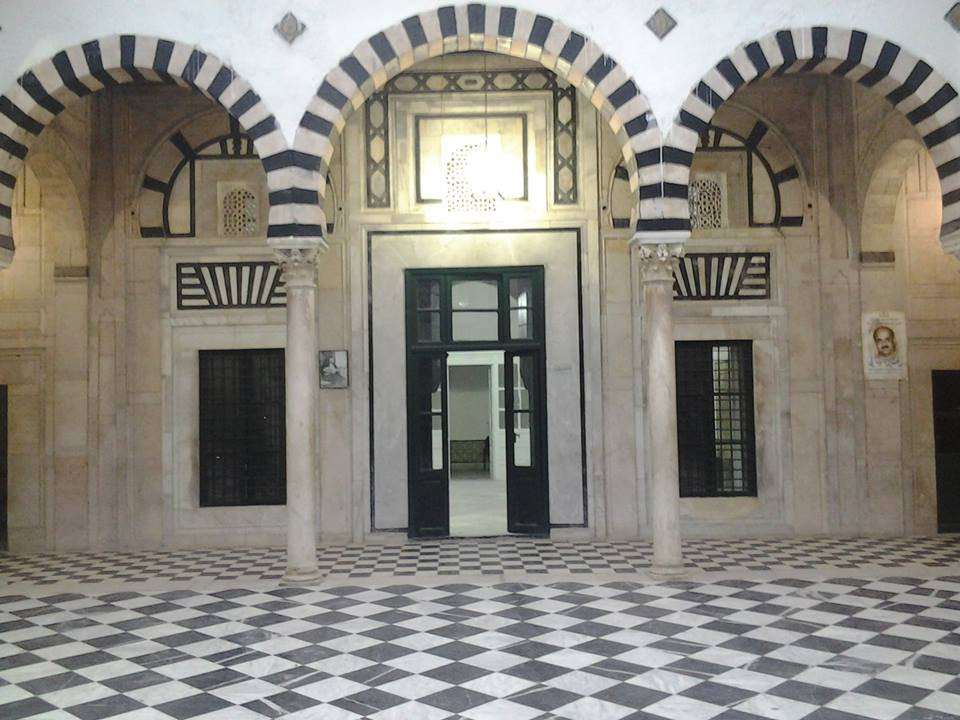
نمای جنوبی سالن اصلی
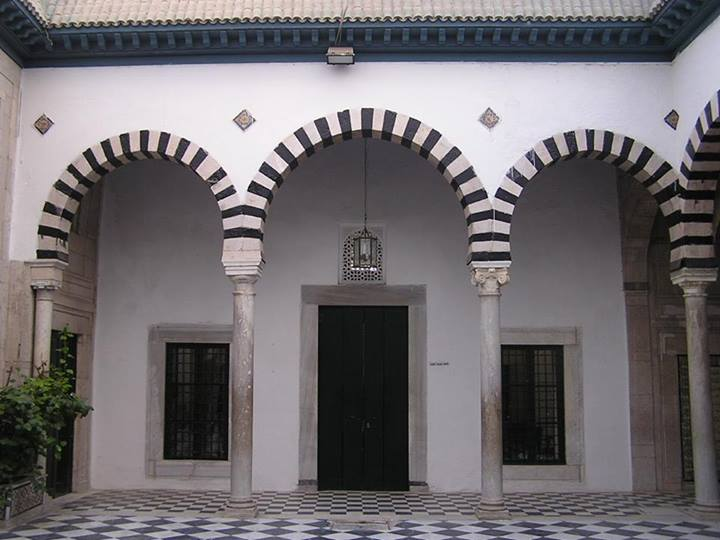
نمای غربی سالن اصلی
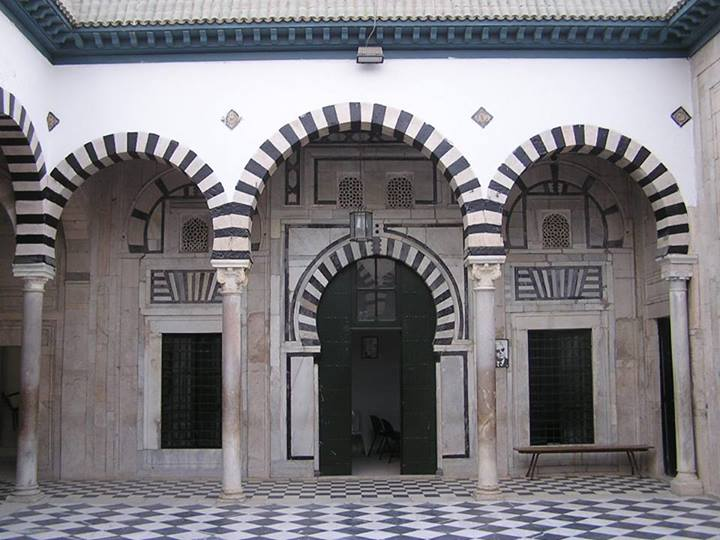
نمایشگاه شرقی سالن اصلی
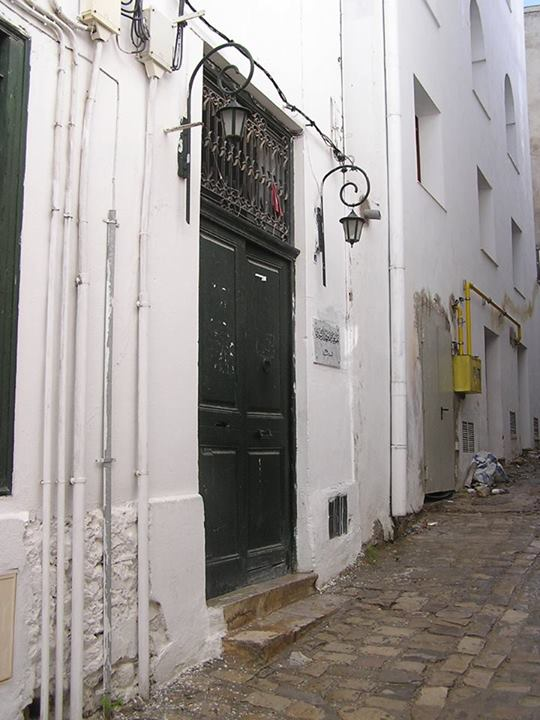
ورودی دار دولاتلی
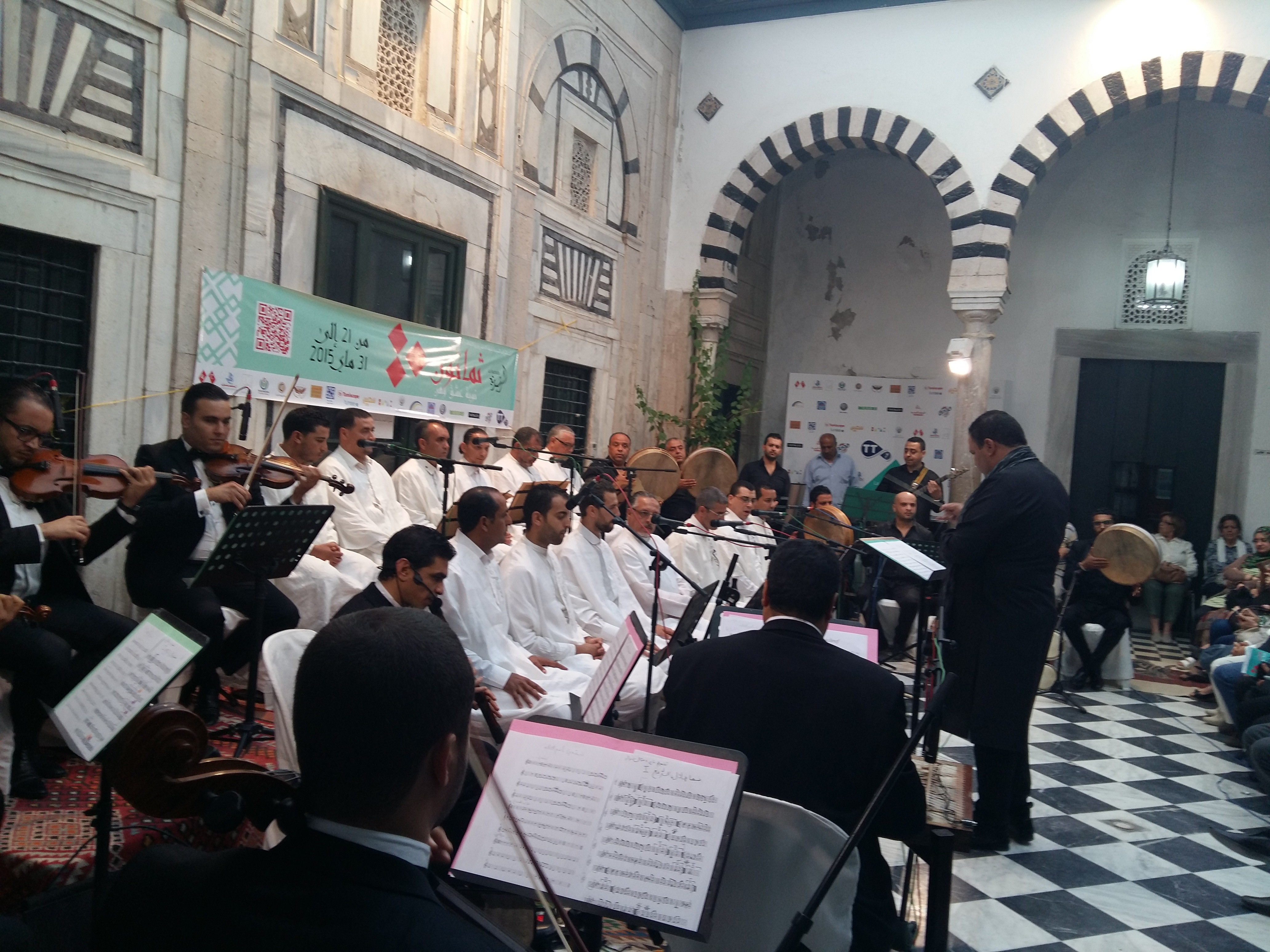
یک کنسرت در سالن
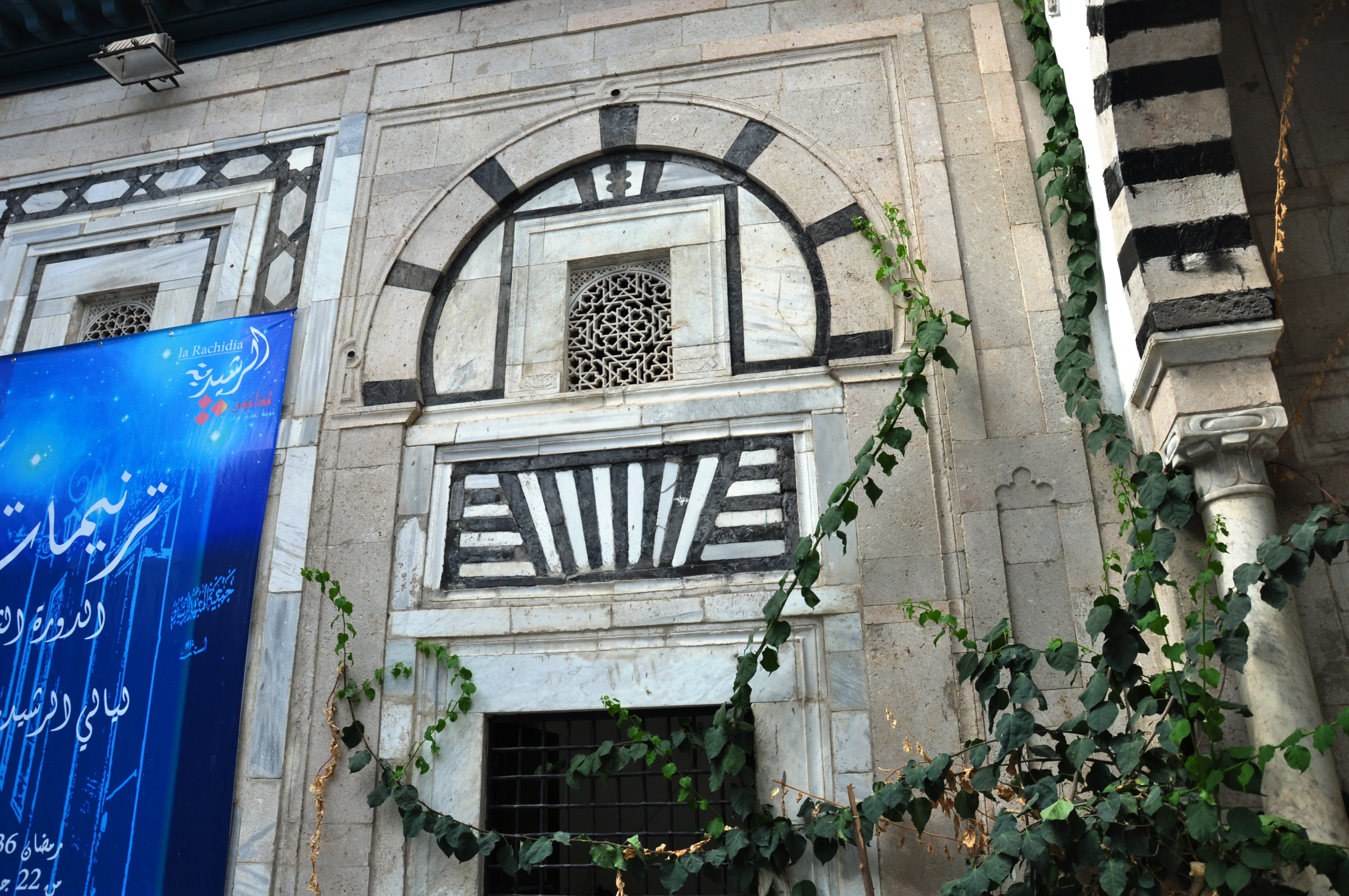
دکوراسیون دیوارها
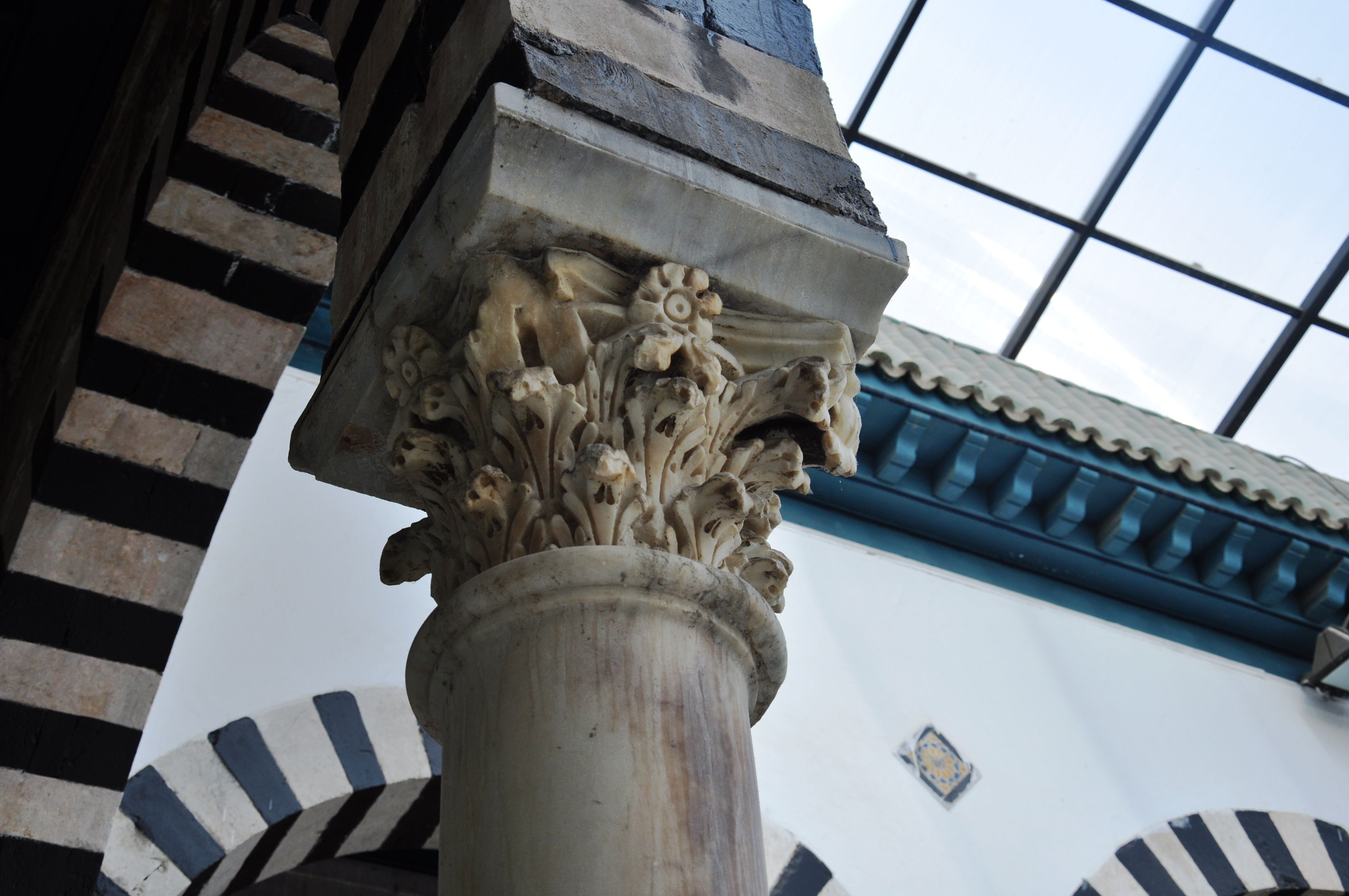
ستون‌ها
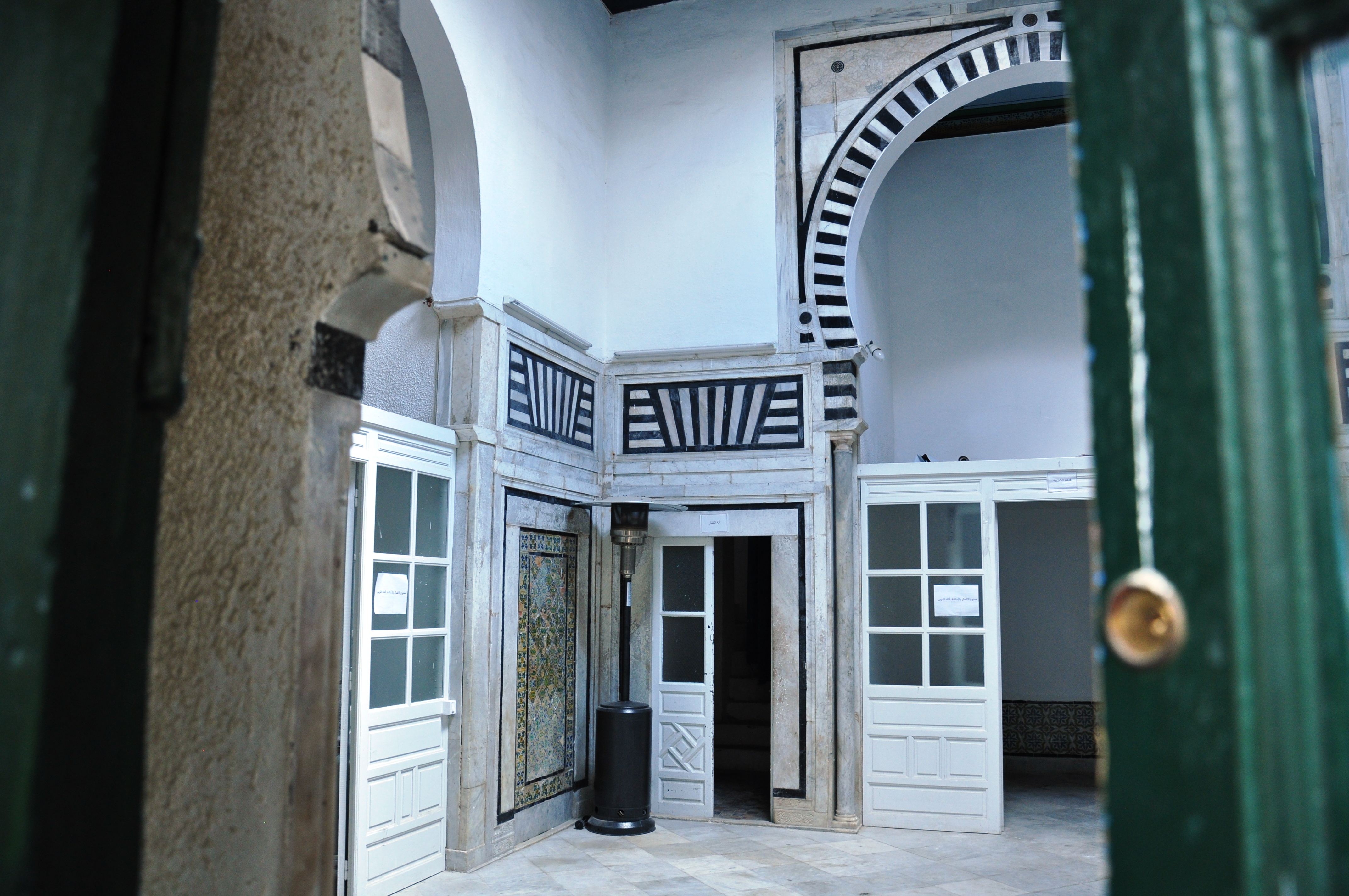
یک اتاق در دار دولاتلی